# Wola Rafałowska (obraz Stanisława Masłowskiego)
Wola Rafałowska – pejzaż – akwarela polskiego malarza Stanisława Masłowskiego (1853–1926) malowany w 1903 roku, we wsi Wola Rafałowska, znajdujący się w zbiorach Muzeum Narodowego w Warszawie. W rejestrze obiektów Muzeum – występuje pod nr inw. Rys.Pol.159235 MNW

## Opis
Obraz malowany techniką akwarelową, pochodzący z 1903 roku ze wsi Wola Rafałowska, o wymiarach: 25 × 33,6 cm, sygnowany: „Wola Rafałowska. 1903./St. Masłowski”, jest pejzażem przedstawiającym – widok na część tej wsi od strony pól. Widoczne są między innymi stogi – zapewne siana, ogrodzenia ze sztachet drewnianych i niewielkie połaci uprawne. Charakterystyczne jest – prawie niespotykane w XXI wieku – pokrycie dachów (strzechą), a także sposób przechowywania siana w stogach. Widoczne jest też – pomiędzy chałupami i zabudowaniami gospodarczymi – malownicze mieszane zadrzewienie, sięgające ponad dachy. Typowy dla mazowieckiej wsi widok osiągnięto prostymi, oszczędnymi środkami malarskimi. Pisał na ten temat recenzent Tadeusz Jaroszyński: „Przez tę prostotę, zda się, dochodzi do tego, że jest na wskroś oryginalnym malarzem pejzażu polskiego. Niezwykła skromność środków, jakimi malarz osiąga te efekty, mogłaby nasunąć przypuszczenie pewnej umyślnej stylizacji, niby jakiegoś umyślnego zjaponizowania form malarskich. Jest to przecież, jak się zdaje, zupełnie samorzutne odnalezienie sposobu indywidualnego.” Na płaszczyźnie akwareli trudno dostrzec ślady ołówka. Malarz poniekąd „rysował” formy przestrzenne przy pomocy pociągnięć pędzla. Górną część obrazu zajmuje na ogół „martwe”, albo równomiernie zasnute mgiełką lub cienką powłoką chmur, szare niebo. Najbliższy, dolny, poziomy plan obrazu, wraz z sygnaturą po lewej, u dołu – to połać zapewne piaszczystego gruntu, bez dostrzegalnych śladów uprawy. Obraz utrzymany jest przeważnie w ciepłej, pastelowej tonacji (lekko ciepła zieleń, ciepły jasny i ciemny brąz, ciepłe, pastelowe, kremowe szarzyzny).

## Dane uzupełniające
Wieś Wola Rafałowska miała dla twórczości Masłowskiego szczególne znaczenie, czego wyrazem jest wiele jego obrazów, na przykład „Maki” i liczne „Gryki”. Była odwiedzana przez wielu artystów jego epoki – np. Gersona, Piątkowskiego, Grombeckiego)
Obraz pod nazwą „Wola Rafałowska” pochodzi z przełomowego okresu szybkich zmian w twórczości artysty – okresu „burzy i fermentu” Jest on zarazem przykładem szeroko reprezentowanej w twórczości tego malarza tematyki wiejskiego, pejzażu mazowieckiego. Powstawł on we wsi Wola Rafałowska, w której autor obrazu (podobnie, jak inni artyści, zwłaszcza w latach zaborów) – wielekroć, od 1903, z przerwami, do 1924 roku, spędzał plenery. Tak więc omawiana akwarela była plonem jego pierwszego pleneru spędzonego w tej wsi (1903). Pisał o nim Tadeusz Dobrowolski w następujący sposób: „W r. 1903 tworzył wiejskie pejzaże z Woli Rafałowskiej, na pograniczu Mazowsza i Podlasia” [...] Z plenerów w późniejszych latach pochodzą między innymi: „Maki” (1911), Gryka z 1920 roku, Gryka z 1922 roku i ostatnia powstała w 1924 r. – na dwa lata przed śmiercią artysty – zaginiona i odnaleziona w maju 2020 roku.
Obraz był reprodukowany między innymi w: Halina Cękalska-Zborowska: Wieś w malarstwie i rysunku naszych artystów, Warszawa 1969, wyd. Ludowa Spółdzielnia Wydawnicza – reprodukcja czarno-biała poza tekstem. W wykazie ilustarcji na stronie 355 podano: „Stanisław Masłowski ‘Wola Rafałowska’, 1903, akwarela, Muzeum Narodowe w Warszawie, fot. H. Romanowski.”